# Список глав Коста-Рики

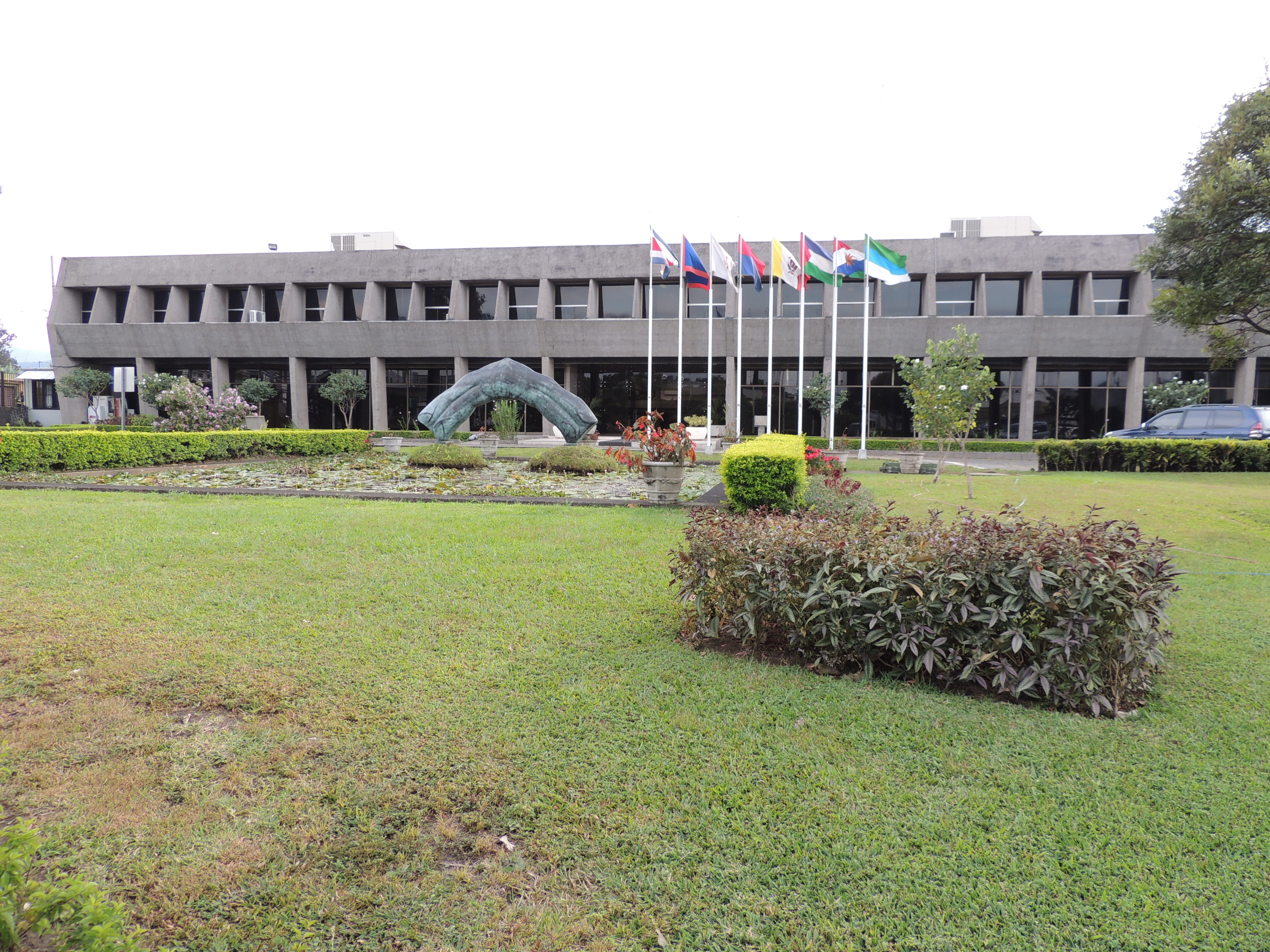
Президентский дом в Сан-Хосе

Список глав Коста-Рики включает в себя лиц, являвшихся таковыми в Коста-Рике с момента обретения страной независимости от испанской короны, включая периоды её аннексии мексиканской империей Итурбиде () и вхождения в состав Соединённых провинций Центральной Америки (1824—1825) и Федерации Центральной Америки (1825—1838) ().
В настоящее время главой государства и правительства является Президе́нт Респу́блики Ко́ста-Ри́ки (исп. Presidente de la República de Costa Rica), неофициально — Президе́нт Ко́ста-Ри́ки (исп. Presidente de Costa Rica). В соответствии с действующей конституцией срок полномочий президента начинается 8 мая после даты избрания и в этот день истекает срок полномочий его предшественника. Срок полномочий как президента, так и первого и второго вице-президентов составляет четыре года, президент не имеет права повторного избрания.
Применённая в первом столбце таблиц нумерация является условной. Также условным является использование в первых столбцах цветовой заливки, служащей для упрощения восприятия принадлежности лиц к различным политическим силам без необходимости обращения к столбцу, отражающему партийную принадлежность. В случае, если продолжающиеся полномочия главы государства имели различный характер и основания (например, единый срок нахождения во главе государства лица, исполняющего обязанности временно до периода конституционных полномочий), это показано раздельно. В столбце «Выборы» отражены состоявшиеся выборные процедуры или иные основания, по которым лицо стало главой государства. Наряду с партийной принадлежностью, в столбце «Партия» также отражён внепартийный (независимый) статус персоналий, или их принадлежность к вооружённым силам, когда они выступали как самостоятельная политическая сила.

## Провинция Коста-Рика (1821—1824)
Провинциальная депутация (исп. Diputación Provincial) генерал-капитанства Гватемала 15 сентября 1821 года по инициативе генерал-капитана и генерал-интенданта Габино Гайнсы приняла Акт о независимости Центральной Америки от испанской монархии, предложив провинциям генерал-капитанства, в их числе провинции Никарагуа и Коста-Рика, направить делегатов на общий конгресс для решения вопроса о суверенитете или присоединении к мексиканской империи. Находящиеся в никарагуанском Сантьяго-де-лос-Кабальерос-де-Леоне власти провинции 28 сентября 1821 года в ожидании развития событий провозгласили отделение её от генерал-капитанства, однако 11 октября 1821 года подписали соответствующий акт. В административном центре Коста-Рики Картаго известия были получены 29 октября, в тот же день захвативший городские казармы Хосе Сантос Ломбардо-и-Альварадо вынудил Хуана Мануэля де Каньяса, являвшегося младшим политическим главой провинции (исп. Jefe politico subalterno de la Provincia, в подчинении старшего политического главы в Леоне) обнародовать Акт независимости Коста-Рики.
Для осуществления власти (исполнительной, законодательной, судебной и конституционной) 12 ноября 1821 года в Картаго была создана Хунта народных легатов (исп. Junta de Legados de los Pueblos), её президентом стал пресвитер Николас Каррильо. По инициативе легатов из Сан-Хосе хунта постановила отделить Коста-Рику от Никарагуа и разработала основополагающий Пакт согласия, подписанный 1 декабря 1821 года и ставший временной конституцией Коста-Рики. В тот же день была создана Временная хунта (исп. Junta interina) во главе с пресвитером Педро Хосе де Альварадо.
В ответ на неоднократные обращения Агустина де Итурбиде к возглавляющему «провинции Гватемалы» Гайнсе с предложением о присоединении центральноамериканских провинций к Мексике, 30 ноября 1821 года Гайнса предложил властям на местах провести обсуждение этого вопроса и выявить «желание» народа, подчеркнув, что сам является сторонником присоединения. К началу 1822 года были получены ответы муниципалитетов, большинство которых заняло промексиканскую позицию, и 9 января 1822 года созданная Гайнсой временная консультативная хунта приняла декларацию о присоединении, в июле 1822 года решение было одобрено мексиканским конгрессом.
Требуемые для присоединения к Мексике изменения в Пакт согласия были внесены работавшей с 6 по 12 января Избирательной хунтой (исп. Junta electoral) во главе с Рафаэлем Барроэтой, который первым возглавил и Верховную правительственную хунту, президент которой должен был переизбираться каждые три месяца с одновременной сменой местонахождения правительства поочерёдно по городам Картаго, Сан-Хосе, Эредия и Алахуэла. Костариканцы избрали своих представителей на конституционный конгресс в Мехико, закрытие которого императором Агустином I привело к разногласиям внутри страны. Новый состав Верховной правительственной хунты, начавший работу 1 января 1923 года, созвал провинциальный конституционный конгресс для рассмотрения вопроса отношений с троном, который принял 8 марта 1823 года декрет, признавший включение Коста-Рики в империю актом аннексии и постановивший, что:
|                             | La Provincia de Costa Rica se halla absolutamente libre e independiente de toda potencia… |  | Провинция Коста-Рика абсолютно свободна и независима от любой державы… |  |
| Декрет от 8 марта 1823 года |                                                                                           |  |                                                                        |  |

Следующим шагом конгресса стало принятие 17 марта 1823 года политического статуса провинции Коста-Рика, заменившего Пакт согласия в качестве конституционного акта и установившего, что провинцией будет управлять организованная как триумвират Депутация (исп. Diputación). После того, как 19 марта 1823 года император Агустин I бежал в Европу, в соответствии с этим пактом 20 марта 1823 года первую Депутацию возглавил Рафаэль Франсиско Осехо, однако 29 марта 1823 года он был свергнут в результате военно-монархического переворота, совершённого назначенным в столичном Картаго главнокомандующим армией (исп. Comandante general de Armas) Хоакином де Ореамуно. Выступившие против Ореамуно республиканцы в Сан-Хосе и Алахуэле 2 апреля 1823 года провозгласили главнокомандующим Грегорио Хосе Рамирес-и-Кастро, который разгромил монархистов 5 апреля 1823 года в сражении при Очомого и вернул 16 апреля 1823 года власть Конституционному конгрессу, который перенёс столицу в Сан-Хосе и утвердил 16 мая 1823 года новый политический статус провинции, установив Правительственную хунту из пяти членов в качестве правительства, первый состав которой 10 мая 1823 года возглавил Мануэль Альварадо-и-Идальго.
|          | Портрет        | Имя (годы жизни) | Полномочия      | Полномочия                                                                                   | Выборы          | Должность | Пр.           |
| Начало   | Портрет        | Имя (годы жизни) | Окончание       |                                                                                              | Выборы          | Должность | Пр.           |
| -------- | -------------- | --- | --------------- | -------------------------------------------------------------------------------------------- | --------------- | --- | ------------- |
| 1        |                | Хуан Мануэль де Каньяс-Трухильо-и-Санчес де Мадрид (1763—1822) исп. Juan Manuel de Cañas-Trujillo y Sánchez de Madrid  | 11 октября 1821 | 12 ноября 1821                                                                               | [ комм. 4 ]     | младший политический глава провинции исп. Jefe politico subalterno de la Provincia                                                  | [ 17 ]        |
| 2        |                | пресвитер Хосе Николас Каррильо-и-Агирре (1764—1845) исп. José Nicolás Carrillo y Aguirre                              | 12 ноября 1821  | 1 декабря 1821                                                                               | [ комм. 5 ]     | президент Хунты народных легатов исп. Presidente de la Junta de Legados de los Pueblos                                              | [ 6 ] [ 18 ]  |
| 3        |                | пресвитер Педро Хосе де Альварадо-и-Баэса (1767—1839) исп. Pedro José de Alvarado y Baeza                              | 1 декабря 1821  | 6 января 1822                                                                                | [ комм. 5 ]     | президент Временной хунты исп. Presidente de la Junta interina                                                                      | [ 8 ]         |
| 4 (I—II) |                | Рафаэль де ла Тринидад Барроэта-и-Кастилья (1766—1826) исп. Rafael de la Trinidad Barroeta y Castilla                  | 6 января 1822   | 12 января 1822                                                                               | [ комм. 5 ]     | президент Избирательной хунты исп. Presidente de la Junta electoral                                                                 | [ 10 ]        |
| 4 (I—II) | 12 января 1822 | Рафаэль де ла Тринидад Барроэта-и-Кастилья (1766—1826) исп. Rafael de la Trinidad Barroeta y Castilla                  | 13 апреля 1822  | президент Верховной правительственной хунты исп. Presidente de la Junta Superior gubernativa | [ комм. 5 ]     | | [ 10 ]        |
| 5        |                | Хосе Сантьяго Бонилья-и-Лайя-Боливар (1756—1824) исп. José Santiago de Bonilla y Laya-Bolívar                          | 13 апреля 1822  | президент Верховной правительственной хунты исп. Presidente de la Junta Superior gubernativa | 15 июля 1822    | [ комм. 6 ] | [ 19 ]        |
| 5 (I)    |                | Хосе Мария де Перальта-и-де-Ла Вега (1756—1824) исп. José María de Peralta y La Vega                                   | 15 июля 1822    | президент Верховной правительственной хунты исп. Presidente de la Junta Superior gubernativa | 17 октября 1822 | [ комм. 6 ] | [ 20 ]        |
| 6 (I)    |                | Хосе Рафаэль де Гальегос-и-Альварадо (1784—1850) исп. José Rafael de Gallegos y Alvarado                               | 17 октября 1822 | президент Верховной правительственной хунты исп. Presidente de la Junta Superior gubernativa | 1 января 1823   | [ комм. 6 ] | [ 21 ] [ 22 ] |
| 7        |                | Хосе Сантос Ломбардо-и-Альварадо (1775—1831) исп. José Santos Lombardo y Alvarado                                      | 1 января 1823   | президент Верховной правительственной хунты исп. Presidente de la Junta Superior gubernativa | 20 марта 1823   | [ комм. 5 ] | [ 23 ] [ 24 ] |
| 8        |                | Рафаэль Франсиско Осехо (1790—1848) исп. Rafael Francisco Osejo                                                        | 20 марта 1823   | 29 марта 1823                                                                                | [ комм. 9 ]     | президент Депутации исп. Presidente de la Diputación                                                                                | [ 25 ]        |
| —        |                | Хоакин Мариано де Ореамуно-и-Муньос де ла Тринидад (1755—1827) исп. Joaquín Mariano de Oreamuno y Muñoz de la Trinidad | 29 марта 1823   | 5 апреля 1823                                                                                | [ комм. 11 ]    | главнокомандующий армии провинции (в Картаго) исп. Comandante general de Armas de la Provincia (en Cartago)                         | [ 13 ] [ 26 ] |
| —        |                | Грегорио Хосе Рамирес-и-Кастро (1796—1823) исп. Gregorio José Ramírez y Castro                                         | 2 апреля 1823   | 16 апреля 1823                                                                               | [ комм. 13 ]    | главнокомандующий армии провинции (в Сан-Хосе и Алахуэле) исп. Comandante general de Armas de la Provincia (en San José y Alajuela) | [ 14 ] [ 27 ] |
| 5 (II)   |                | Хосе Мария де Перальта-и-де-Ла Вега (1756—1824) исп. José María de Peralta y La Vega                                   | 16 апреля 1823  | 10 мая 1823                                                                                  | [ комм. 14 ]    | президент Конституционного конгресса провинции Коста-Рика исп. Presidente del Congreso constitucione provincial de Costa Rica       | [ 20 ]        |
| 9 (I)    |                | Мануэль де Хесус Альварадо е Идальго (1775—1836) исп. Manuel de Jesús Alvarado e Hidalgo                               | 10 мая 1823     | 8 января 1824                                                                                | [ комм. 5 ]     | президент Правительственной хунты исп. Presidente de la Junta gubernativa                                                           | [ 28 ]        |
| 10       |                | Эусебио Родригес-и-Кастро (1778—1858) исп. Eusebio Rodríguez y Castro                                                  | 8 января 1824   | 12 февраля 1824                                                                              | [ комм. 6 ]     | президент Правительственной хунты исп. Presidente de la Junta gubernativa                                                           | [ 29 ]        |
| 9 (II)   |                | Мануэль де Хесус Альварадо е Идальго (1775—1836) исп. Manuel de Jesús Alvarado e Hidalgo                               | 12 февраля 1824 | 4 марта 1824                                                                                 | [ комм. 6 ]     | президент Правительственной хунты исп. Presidente de la Junta gubernativa                                                           | [ 28 ]        |

## В составе Соединённых провинций и Федерации (1824—1838)
Этот раздел о главах Коста-Рики — государства в составе Соединённых провинций Центральной Америки (1824—1825) и Федерации Центральной Америки (1825—1838).
О главах федеративного государства см. Список глав союзов центральноамериканских государств.
Конституционная национальная ассамблея Центральной Америки, в которой принимали участие делегаты Гватемалы, Сан-Сальвадора и Никарагуа, в соответствии с принятой 1 июля 1823 года Декларацией о полной независимости Центральной Америки, заявила 10 июля 1823 года о создании Соединённых провинций Центральной Америки (исп. Provincias Unidas del Centro de América) в составе трёх государств, 4 марта 1824 года Коста-Рика одобрила присоединение к союзу и 6 марта была в него принята, став одним из наиболее дисциплинированных в исполнении принятых на себя союзнических обязательств государств-членов.
22 ноября 1824 года ассамблея утвердила конституцию, по которой Соединённые провинции стали Федерацией Центральной Америки (исп. Federación de Centro América), при этом в официальных документах повсеместно использовалось название Федеративная Республика Центральной Америки (исп. República Federal de Centro América), оно же было указано на гербе страны. В тот же день к союзу присоединился Гондурас. 25 января 1825 года провинциальный конституционный конгресс принял основной закон (конституцию) Коста-Рики, по которой официальное название страны стало Свободное государство Коста-Рика (исп. Estado Libre de Costa Rica). На состоявшихся 20 марта 1825 года первых выборах главы государства победу одержал Хуан Хосе Мора Фернандес. 1 апреля 1829 года он настоял на принятии закона Априлии (исп. Ley Aprilia) о временном отделении Коста-Рики от остальной федерации до восстановления конституционного порядка, нарушенного гражданской войной с участием Сан-Сальвадора, Никарагуа и Гондураса. После завершения конфликта несмотря на закон костариканцы приняли участие в формировании федеральных законодательной и исполнительной властей; формально он был отменён 3 февраля 1831 года по просьбе Верховного Суда Центральной Америки (исп. Corte Suprema de Justicia de Centroamérica).

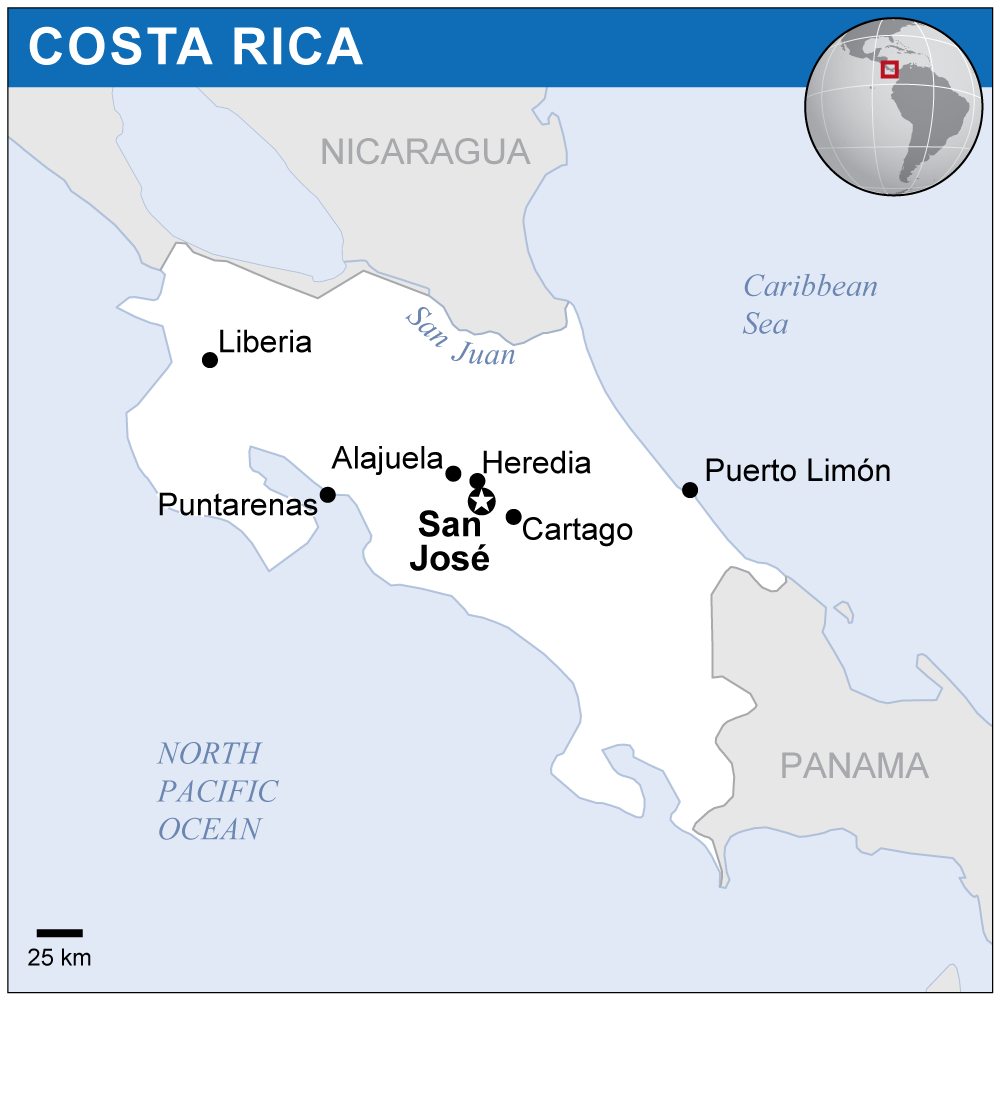
Города-соперники Сан-Хосе, Эредия, Алахуэла и Картаго

В 1823 году функции коста-риканской столицы перешли от Картаго, обладавшего ими исторически, к Сан-Хосе, а в марте 1834 года конкуренция местных элит привела к принятию по инициативе верховного главы Хосе Рафаэля де Гальегоса закона о переводе правительства каждые 4 года по городам Алахуэла, Эредия, Картаго и Сан-Хосе. В его исполнение в мае центральные учреждения разместились в Алахуэле, где не оказалось ни инфраструктуры, ни подготовленного персонала. В августе 1835 года избранный после отставки Гальегоса Браулио Каррильо Колина для создания более профессионального правительства отменил закон о ротации и объявил о строительстве нового административного центра, до завершения которого вернув исполнительную власть в Сан-Хосе, а законодательную — в Эредию. Это вызвало восстание в Картаго и Алахуэле, а затем и в Эредии; эти города назначили диктатором Николаса Ульоа Сото, однако в итоге двухнедельного противостояния, известного как Война Лиги (исп. Guerra de la Liga), потерпели поражение, что закрепило за Сан-Хосе столичный статус.
В первой половине 1837 года федерация не поддержала Коста-Рику в территориальном споре с Республикой Новая Гранада, аннексировавшей территорию Бокас-дель-Торо (ныне часть Панамы). Это подорвало значение союза, и после провозглашения федеральным конгрессом 30 мая 1838 года права выбора его составными частями любой основанной на народном представительстве формы правления Коста-Рика 15 ноября 1838 года заявила о прекращении своего в нём участия.
В соответствии с конституциями федерации (1824 года) и Коста-Рики (1825 года) наименование поста главы исполнительной власти было верховный глава государства (исп. Jefe Supremo de Estado). В отличие от других членов союза, подверженных острым и часто вооружённым конфликтам между либералами и консерваторами, в коста-риканской политике этого периода доминировали сторонники либерализма, единственным консервативным главой был Хосе Рафаэль Де Гальегос, досрочно ушедший в отставку (другим консерватором был Николас Ульоа Сото, выдвинувшийся во время Войны Лиги).
Курсивом и серым цветом выделены даты начала и окончания полномочий лица, временно замещающего конституционного главу государства.
|            | Портрет       | Имя (годы жизни)                                                                         | Полномочия      | Полномочия      | Выборы                                                  | Должность | Пр.                  |
| Начало     | Портрет       | Имя (годы жизни)                                                                         | Окончание       |                 | Выборы                                                  | Должность | Пр.                  |
| ---------- | ------------- | ---------------------------------------------------------------------------------------- | --------------- | --------------- | ------------------------------------------------------- | --- | -------------------- |
| 9 (II)     |               | Мануэль де Хесус Альварадо е Идальго (1775—1836) исп. Manuel de Jesús Alvarado e Hidalgo | 4 марта 1824    | 8 сентября 1824 | [ комм. 19 ]                                            | президент Правительственной хунты исп. Presidente de la Junta gubernativa                                         | [ 28 ]               |
| 11 (I—III) |               | Хуан Хосе Мора Фернандес (1784—1854) исп. Juan José Mora Fernández                       | 8 сентября 1824 | 7 апреля 1825   | [ комм. 20 ]                                            | временный глава исп. Jefe provisorio                                                                              | [ 44 ] [ 45 ] [ 46 ] |
| 11 (I—III) | 7 апреля 1825 | Хуан Хосе Мора Фернандес (1784—1854) исп. Juan José Mora Fernández                       | 8 марта 1829    | 1825            | верховный глава государства исп. Jefe Supremo de Estado | | [ 44 ] [ 45 ] [ 46 ] |
| 11 (I—III) | 8 марта 1829  | Хуан Хосе Мора Фернандес (1784—1854) исп. Juan José Mora Fernández                       | 8 марта 1833    | 1829            | верховный глава государства исп. Jefe Supremo de Estado | | [ 44 ] [ 45 ] [ 46 ] |
| 6 (II)     |               | Хосе Рафаэль де Гальегос-и-Альварадо (1784—1850) исп. José Rafael de Gallegos y Alvarado | 8 марта 1833    | 4 марта 1835    | верховный глава государства исп. Jefe Supremo de Estado | 1833 | [ 21 ] [ 22 ] [ 38 ] |
| и. о.      |               | Агустин Гутьеррес-и-Лисаурсабаль (1763—1843) исп. Agustín Gutiérrez y Lizaurzábal        | 2 марта 1834    | 19 августа 1834 | [ комм. 23 ]                                            | исполнительный представитель верховного главы государства исп. Representante ejecutivo del Jefe Supremo de Estado | [ 47 ]               |
| 12         |               | Хуан Хосе Лара Ариас (1790—1856) исп. Juan José Lara Arias                               | 4 марта 1835    | 18 марта 1835   | [ комм. 24 ]                                            | временный глава государства исп. Jefe provisorio de Estado                                                        | [ 48 ]               |
| и. о.      |               | Мануэль Хосе Фернандес Чакон (1786—1841) исп. Manuel José Fernández Chacón               | 18 марта 1835   | 5 мая 1835      | [ комм. 25 ]                                            | вице-глава, ответственный за исполнительную власть исп. Vicejefe encargado del poder ejecutivo                    | [ 49 ]               |
| 13 (I)     |               | Браулио Эваристо Каррильо Колина (1800—1845) исп. Braulio Evaristo Carrillo Colina       | 5 мая 1835      | 1 марта 1837    | 1835                                                    | верховный глава государства исп. Jefe Supremo de Estado                                                           | [ 50 ] [ 51 ] [ 52 ] |
| 14         |               | Хосе Хоакин Мора Фернандес (1786—1862) исп. José Joaquín Mora Fernández                  | 1 марта 1837    | 17 апреля 1837  | [ комм. 26 ]                                            | временный глава государства исп. Jefe provisorio de Estado                                                        | [ 53 ]               |
| 15         |               | Мануэль де Хесус Агилар Чакон (1800—1845) исп. Manuel de Jesús Aguilar Chacón            | 17 апреля 1837  | 27 мая 1838     | 1837                                                    | верховный глава государства исп. Jefe Supremo de Estado                                                           | [ 54 ] [ 55 ] [ 56 ] |
| 13 (II)    |               | Браулио Эваристо Каррильо Колина (1800—1845) исп. Braulio Evaristo Carrillo Colina       | 27 мая 1838     | 14 ноября 1838  | [ комм. 29 ]                                            | глава государства исп. Jefe de Estado                                                                             | [ 50 ] [ 51 ] [ 52 ] |

## Независимое государство (1838—1847)

Герб Свободного Государства Коста-Рика

Установивший 27 мая 1838 года в Коста-Рике авторитарный режим Браулио Каррильо Колина воспользовался провозглашённым 30 мая 1838 года федеральным конгрессом правом выбора составными частями Федеративной Республики Центральной Америки любой основанной на народном представительстве формы правления и заявил 15 ноября 1838 года о выходе страны из состава федерации. 8 марта 1841 года он издал Декрет об основах и гарантиях, придав ему конституционный статус. В документе отсутствовало упоминание центральноамериканского союза, неограниченные по времени полномочия были сосредоточены у Первого главы государства (исп. Primer Jefe de Estado), не подлежащего ответственности. Создавалась консультативная палата (в составе пяти членов, избираемых по одному от каждого из департаментов на основе косвенного в 4 ступенях избирательного права), её согласие требовало издание и толкование кодексов и постановлений, объявление войны и мира, принятие бюджета, взимание налогов и многие другие вопросы. Управление государственным аппаратом осуществляло Генеральное министерство государства (исп. Ministerio General del Estado), руководимое Вторым главой государства (исп. Segundo Jefe del Estado), избираемым на основе цензурного и косвенного в 4 ступенях избирательного права, сменявший Первого главу в случае его смерти или нетрудоспособности. Институционализированная диктатура Каррильо была свергнута вторгнувшимся в апреле 1842 года в Коста-Рику генералом Франсиско Морасаном, который был провозглашён временным главой 12 апреля 1842 года. Он отменил 6 июня 1842 года Декрет об основах и гарантиях. 15 июля 1842 года Морасан добился от созванной Конституционной ассамблеи своего избрания Верховным главой, однако 14 сентября 1842 года был свергнут и на следующий день расстрелян на центральной столичной площади.
Свержение Морасана предотвратило его планы по вторжению в другие центральноамериканские республики, в первую очередь в Никарагуа. Возглавивший восстание Антонио Пинто Соарес, осуществлял переходное правление как Верховный глава армии (исп. Jefe Supremo de las Armas) с 11 по 27 сентября 1842 года не был костариканцем по рождению и не мог возглавить государство конституционно, поэтому передал полномочия Хосе Марии Альфаро Саморе, избранному временным главой собранием видных представителей крупных городов. Созванная Альфаро Конституционная ассамблея 9 апреля 1844 года утвердило конституцию, впервые установившую министерства. Последовавшие выборы главы государства принесли победу Франсиско Марии Ореамуно Бонилье, вступившему на пост 29 ноября 1844 года, однако 7 декабря подавшему в отставку (которая не была принята), а позже при сохранении за собой номинальных полномочий передавшего исполнение обязанностей сенаторам — с 17 декабря 1844 года по 30 апреля 1845 года Рафаэлю Мойе Мурильо, с 1 мая 1845 года по 7 июня 1846 года Хосе Рафаэлю де Гальегосу.
Номинальный глава Ореамуно и представляющий его сенатор Гальегос были свергнуты совершившим военный переворот Хосе Марией Альфаро Саморой, провозгласившим себя временным главой. Согласно обнародованной им 10 февраля 1847 года новой конституции были установлены посты президента и вице-президента государства (исп. Presidente y Vice-Presidente del Estado).
Курсивом и серым цветом выделены даты начала и окончания полномочий лиц, замещающих конституционного главу государства при формальном сохранении его полномочий.
|             | Портрет      | Имя (годы жизни)                                                                         | Полномочия       | Полномочия       | Выборы                                                  | Должность | Пр.                  |
| Начало      | Портрет      | Имя (годы жизни)                                                                         | Окончание        |                  | Выборы                                                  | Должность | Пр.                  |
| ----------- | ------------ | ---------------------------------------------------------------------------------------- | ---------------- | ---------------- | ------------------------------------------------------- | --- | -------------------- |
| 13 (II—III) |              | Браулио Эваристо Каррильо Колина (1800—1845) исп. Braulio Evaristo Carrillo Colina       | 14 ноября 1838   | 8 марта 1841     | [ комм. 33 ]                                            | глава государства исп. Jefe de Estado                                                                                            | [ 50 ] [ 51 ] [ 52 ] |
| 13 (II—III) | 8 марта 1841 | Браулио Эваристо Каррильо Колина (1800—1845) исп. Braulio Evaristo Carrillo Colina       | 12 апреля 1842   | [ комм. 35 ]     | первый глава государства исп. Primer Jefe de Estado     | | [ 50 ] [ 51 ] [ 52 ] |
| 16 (I—II)   |              | Хосе Франсиско Морасан Кесада (1792—1842) исп. Jose Francisco Morazan Quezada            | 12 апреля 1842   | 15 июля 1842     | [ комм. 36 ]                                            | временный глава исп. Jefe provisorio                                                                                             | [ 59 ] [ 65 ] [ 66 ] |
| 16 (I—II)   | 15 июля 1842 | Хосе Франсиско Морасан Кесада (1792—1842) исп. Jose Francisco Morazan Quezada            | 14 сентября 1842 | [ комм. 38 ]     | верховный глава государства исп. Jefe Supremo de Estado | | [ 59 ] [ 65 ] [ 66 ] |
| —           |              | Антонио Пинто Соарес (1780—1865) исп. Antonio Pinto Soares                               | 11 сентября 1842 | 27 сентября 1842 | [ комм. 40 ]                                            | верховный глава армии исп. Jefe Supremo de las Armas                                                                             | [ 60 ] [ 59 ]        |
| 17 (I)      |              | Хосе Мария Альфаро Самора (1799—1856) исп. José María Alfaro Zamora                      | 27 сентября 1842 | 29 ноября 1844   | [ комм. 41 ]                                            | временный глава исп. Jefe provisorio                                                                                             | [ 67 ] [ 68 ] [ 69 ] |
| 18          |              | Франсиско Мария Ореамуно Бонилья (1801—1856) исп. Francisco María Oreamuno Bonilla       | 29 ноября 1844   | 7 июня 1846      | 1844                                                    | верховный глава государства исп. Jefe Supremo de Estado                                                                          | [ 70 ] [ 71 ] [ 72 ] |
| и. о.       |              | Хосе Рафаэль Мойя Мурильо (1799—1864) исп. José Rafael Moya Murillo                      | 17 декабря 1844  | 30 апреля 1845   | [ комм. 43 ]                                            | сенатор, отвечающий за верховную исполнительную власть государства исп. Senador encargado del supremo poder ejecutivo del Estado | [ 73 ]               |
| и. о.       |              | Хосе Рафаэль де Гальегос-и-Альварадо (1784—1850) исп. José Rafael de Gallegos y Alvarado | 1 мая 1845       | 7 июня 1846      | [ комм. 43 ]                                            | сенатор, отвечающий за верховную исполнительную власть государства исп. Senador encargado del supremo poder ejecutivo del Estado | [ 73 ] [ 21 ] [ 22 ] |
| 17 (II)     |              | Хосе Мария Альфаро Самора (1799—1856) исп. José María Alfaro Zamora                      | 7 июня 1846      | 10 февраля 1847  | [ комм. 45 ]                                            | временный глава исп. Jefe provisorio                                                                                             | [ 67 ] [ 68 ] [ 69 ] |

## Основание республики (1847—1870)
Одержавший победу на прошедших 11 апреля 1847 года выборах либерал Хосе Мария Кастро добился 31 августа 1848 года внесения конституционных изменений, утвердивших официальное наименование страны Республика Коста-Рика (исп. República de Costa Rica) и был объявлен её первым конституционным президентом (исп. 1.er Presidente constitucional de la República). 16 ноября 1849 года Конгресс принял его отставку, присвоив Кастро почётный титул «основатель республики» (исп. Fundador de la República). Избранный вице-президентом до отставки Кастро Хуан Рафаэль Мора Поррас принял присягу 26 ноября 1849 года, а до этого исполнительную власть контролировал его младший брат Хосе Мигель Мора Поррас (по решению Кастро). В декабре 1849 года прошли первые президентские выборы, подтвердившие полномочия Рафаэля Моры Порраса. Он был переизбран в 1853 и 1859 годах, выступил во время каденции организатором центральноамериканских сил во «флибустьерской войне» с подчинившими Никарагуа авантюристами во главе с американцем Уильямом Уокером, но 14 августа 1859 года был свергнут командирами столичного гарнизона, приведшими к власти Хосе Марию Монтеалегре, который созвал конституционную ассамблею, принявшую 27 декабря 1859 года новую конституцию, уменьшившую срок президентских полномочий с 6 до 3 лет. Выиграв выборы 1860 года, по истечении трёхлетнего срока Монтеалегре выдвинул в качестве преемника Хесуса Хименеса Самору. На выборах 1866 года президентом повторно стал Хосе Мария Кастро, однако 1 ноября 1868 года в результате военного переворота к власти вернулся Самора, вновь собравший конституционную ассамблею, обнародовавшую 18 февраля 1869 года конституцию, среди новаций которой было бесплатное начальное образование. Он легитимизировал своё положение, одержав победу на выборах 1869 года, однако 27 апреля 1870 года сам был отстранён в результате переворота, совершённого командующим алахуэльским гарнизоном полковником Томасом Гуардией.
|             | Портрет         | Имя (годы жизни)                                                                       | Полномочия      | Полномочия      | Партия      | Выборы                                                                              | Должность | Пр.                  |
| Начало      | Портрет         | Имя (годы жизни)                                                                       | Окончание       |                 | Партия      | Выборы                                                                              | Должность | Пр.                  |
| ----------- | --------------- | -------------------------------------------------------------------------------------- | --------------- | --------------- | ----------- | ----------------------------------------------------------------------------------- | --- | -------------------- |
| 17 (III)    |                 | Хосе Мария Альфаро Самора (1799—1856) исп. José María Alfaro Zamora                    | 10 февраля 1847 | 8 мая 1847      | независимый | [ 83 ]                                                                              | временный президент исп. Presidente provisorio                                                                                                  | [ 67 ] [ 68 ] [ 69 ] |
| 19 (I—II)   |                 | Хосе Мария Кастро Мадрис (1818—1892) исп. José María Castro Madriz                     | 8 мая 1847      | 31 августа 1848 | независимый | 1847                                                                                | президент государства исп. Presidente del Estado                                                                                                | [ 84 ] [ 85 ] [ 86 ] |
| 19 (I—II)   | 31 августа 1848 | Хосе Мария Кастро Мадрис (1818—1892) исп. José María Castro Madriz                     | 16 ноября 1849  | [ комм. 49 ]    | независимый | конституционный президент республики исп. Presidente constitucional de la República | | [ 84 ] [ 85 ] [ 86 ] |
| —           |                 | Хосе Мигель Мора Поррас (1816—1887) исп. José Miguel Mora Porras                       | 16 ноября 1849  | 26 ноября 1849  | независимый | [ комм. 50 ]                                                                        | ответственный представитель верховной исполнительной власти республики исп. Representante encargado del Supremo Poder ejecutivo de la República | [ 85 ]               |
| и. о.       |                 | Хуан Рафаэль Мора Поррас (1814—1860) исп. Juan Rafael Mora Porras                      | 26 ноября 1849  | 30 декабря 1849 | независимый | [ комм. 51 ]                                                                        | исполняющий обязанности президента исп. Presidente interino                                                                                     | [ 87 ] [ 88 ] [ 89 ] |
| 20 (I—III)  | 30 декабря 1849 | Хуан Рафаэль Мора Поррас (1814—1860) исп. Juan Rafael Mora Porras                      | 14 августа 1859 | 1849            | независимый | конституционный президент республики исп. Presidente constitucional de la República | | [ 87 ] [ 88 ] [ 89 ] |
| 20 (I—III)  | 30 декабря 1849 | Хуан Рафаэль Мора Поррас (1814—1860) исп. Juan Rafael Mora Porras                      | 14 августа 1859 | 1853            | независимый | конституционный президент республики исп. Presidente constitucional de la República | | [ 87 ] [ 88 ] [ 89 ] |
| 20 (I—III)  | 30 декабря 1849 | Хуан Рафаэль Мора Поррас (1814—1860) исп. Juan Rafael Mora Porras                      | 14 августа 1859 | 1859            | независимый | конституционный президент республики исп. Presidente constitucional de la República | | [ 87 ] [ 88 ] [ 89 ] |
| 21 (I—II)   |                 | Хосе Мария Монтеалегре Фернандес (1815—1887) исп. José María Montealegre Fernández     | 14 августа 1859 | 26 апреля 1860  | независимый | [ комм. 53 ]                                                                        | временный президент исп. Presidente provisorio                                                                                                  | [ 90 ] [ 91 ] [ 92 ] |
| 21 (I—II)   | 26 апреля 1860  | Хосе Мария Монтеалегре Фернандес (1815—1887) исп. José María Montealegre Fernández     | 8 мая 1863      | 1860            | независимый | конституционный президент республики исп. Presidente constitucional de la República | | [ 90 ] [ 91 ] [ 92 ] |
| 22 (I)      |                 | Хесус Мария Сирьяко Хименес Самора (1823—1897) исп. Jesús María Ciriaco Jiménez Zamora | 8 мая 1863      | 8 мая 1866      | независимый | конституционный президент республики исп. Presidente constitucional de la República | 1863 | [ 80 ] [ 93 ] [ 94 ] |
| 19 (IV)     |                 | Хосе Мария Кастро Мадрис (1818—1892) исп. José María Castro Madriz                     | 8 мая 1866      | 1 ноября 1868   | независимый | конституционный президент республики исп. Presidente constitucional de la República | 1866 | [ 84 ] [ 85 ] [ 86 ] |
| 22 (II—III) |                 | Хесус Мария Сирьяко Хименес Самора (1823—1897) исп. Jesús María Ciriaco Jiménez Zamora | 1 ноября 1868   | 8 мая 1869      | независимый | [ комм. 53 ]                                                                        | временный президент исп. Presidente provisorio                                                                                                  | [ 80 ] [ 93 ] [ 94 ] |
| 22 (II—III) | 8 мая 1869      | Хесус Мария Сирьяко Хименес Самора (1823—1897) исп. Jesús María Ciriaco Jiménez Zamora | 27 апреля 1870  | 1863            | независимый | конституционный президент республики исп. Presidente constitucional de la República | | [ 80 ] [ 93 ] [ 94 ] |
| 23          |                 | Хосе Бруно Карранса Рамирес (1822—1891) исп. José Bruno Carranza Ramírez               | 27 апреля 1870  | 9 августа 1870  | независимый | [ комм. 56 ]                                                                        | временный правитель республики исп. Jefe provisorio de la República                                                                             | [ 95 ] [ 96 ]        |

## Диктатура Томаса Гуардии (1870—1882)
Утверждённый 27 апреля 1870 года по соглашению между политическими противниками после свержения Саморы временным правителем республики Бруно Карранса 9 августа 1870 года сложил перед Конгрессом полномочия, после чего они были переданы инициатору совершённого государственного переворота Томасу Гуардии. Перед своей отставкой Карранса объявил о созыве конституционной ассамблеи, однако Гуардия 12 августа 1871 года организовал новые выборы её делегатов. Ассамблея, работавшая с 5 октября до 7 декабря 1871 года, утвердила новую конституцию, установившую 4-летний срок полномочий президента и невозможность повторного его избрания до истечения такого же срока с момента их прекращения (с рядом изменений она продолжала действовать до 1949 года, исключая период 1917—1919 годов). Генерал Гуардия стал первым республиканским президентом, во время каденции не оставившим действительную воинскую службу. Выдвинутый им в качестве преемника Анисето Эскивель получил единогласную поддержку выборщиков в 1876 году, однако независимая от сохранившего пост главнокомандующего армией Гуардии политика привела к его скорому свержению (30 июля 1876 года). Исполняющим обязанности президента был провозглашён Висенте Эррера, занимавший важные посты при Гуардии и избранный при Эскивеле на вторую в очерёдности специальную должность для замещения президентского поста (Segundo Designado Presidencial), но отказавшийся от неё на другой день. Являясь первым главой государства консервативных взглядов, он находился под контролем со стороны либерала Гуардии и 23 сентября 1877 года под предлогом болезни передал ему полномочия (формально до истечения 8 мая 1880 года конституционного срока полномочий предшествующего избранного президента Эскивеля); позже Гуардия, не проведя выборы, узурпировал власть до последовавшей 6 июля 1882 года смерти от туберкулёза.
Либеральные реформы, начатые Гуардией, позволяют говорить о периоде его доминирования в политической системе Коста-Рики как о начале эпохи «либерального государства», широким образом хронологические рамки которой определяются как годы с 1870 по 1940.
|             | Портрет    | Имя (годы жизни)                                                                                | Полномочия       | Полномочия       | Партия      | Выборы                                                                              | Должность                                                                           | Пр.                     |
| Начало      | Портрет    | Имя (годы жизни)                                                                                | Окончание        |                  | Партия      | Выборы                                                                              | Должность                                                                           | Пр.                     |
| ----------- | ---------- | ----------------------------------------------------------------------------------------------- | ---------------- | ---------------- | ----------- | ----------------------------------------------------------------------------------- | ----------------------------------------------------------------------------------- | ----------------------- |
| 24 (I—II)   |            | генерал Томас Мигель Гуардия Гутьеррес (1831—1882) исп. Tomás Miguel Guardia Gutiérrez          | 10 августа 1870  | 8 мая 1872       | независимый | [ комм. 58 ]                                                                        | временный правитель республики исп. Jefe provisorio de la República                 | [ 102 ] [ 103 ] [ 104 ] |
| 24 (I—II)   | 8 мая 1872 | генерал Томас Мигель Гуардия Гутьеррес (1831—1882) исп. Tomás Miguel Guardia Gutiérrez          | 8 мая 1876       | 1872             | независимый | конституционный президент республики исп. Presidente constitucional de la República |                                                                                     | [ 102 ] [ 103 ] [ 104 ] |
| 25          |            | Анисето дель Кармен Эскивель Саэнс (1824—1898) исп. Aniceto del Carmen Esquivel Sáenz           | 8 мая 1876       | 30 июля 1876     | независимый | 1876                                                                                | конституционный президент республики исп. Presidente constitucional de la República | [ 105 ] [ 106 ]         |
| и. о.       |            | Висенте де лас Мерседес Эррера Селедон (1821—1888) исп. Vicente de las Mercedes Herrera Zeledón | 30 июля 1876     | 23 сентября 1877 | независимый | [ комм. 61 ]                                                                        | исполняющий обязанности президента исп. Presidente interino                         | [ 107 ] [ 108 ]         |
| 26 (III—IV) |            | генерал Томас Мигель Гуардия Гутьеррес (1831—1882) исп. Tomás Miguel Guardia Gutiérrez          | 23 сентября 1877 | 8 мая 1880       | независимый | [ комм. 62 ]                                                                        | временный президент исп. Presidente provisorio                                      | [ 102 ] [ 103 ] [ 104 ] |
| 26 (III—IV) | 8 мая 1880 | генерал Томас Мигель Гуардия Гутьеррес (1831—1882) исп. Tomás Miguel Guardia Gutiérrez          | 6 июля 1882      | [ комм. 64 ]     | независимый | президент де-факто исп. Presidente de facto                                         |                                                                                     | [ 102 ] [ 103 ] [ 104 ] |

## От диктатуры Гуардии до гражданской войны (1882—1948)
Во время болезни генерала Гуардии 17 июня 1882 года исполнять обязанности президента был призван Сиприано Сатурнино Лисано Гутьеррес как Primer Designado Presidencial; официально он принял полномочия 6 июля (в связи со смертью Гуардии) и формально осуществлял их до 10 августа (принесения присяги избранным президентом Просперо Фернандесом Ореамуно), в действительности досрочно их передав Ореамуно 20 июля. Во время подготовки военной компании по противодействию президенту Гватемалы Хусто Руфино Барриос Ауйон, объявившему о готовности силой восстановить федерацию центральноамериканских государств, Ореамуно скоропостижно скончался. Назначенный им Primer Designado Presidencial Бернардо Сото Альфаро, став исполняющим президентские обязанности, женился на его дочери Пасифике; позже он победил на выборах 1886 года. следующая выборная компания стала первой, проходившей с реальным межпартийным противостоянием. На прошедшем 7 ноября 1889 года первом туре преимущество получил выдвинутый Демократической конституционной партией Хосе Хоакин Родригес; попытка Сото объявить о победе другого, поддерживаемого им кандидата от Прогрессивной либеральной партии, натолкнулась на сопротивление консервативных и церковных кругов, заявивших о готовности к вооружённой борьбе, после чего Сото без официального прекращения полномочий передал их Карлосу Дурану Картину как Tercer Designado Presidencial, а день 7 ноября стал праздноваться как символ коста-риканской демократии. В 1892 году Родригес распустил Конгресс, фактически став диктатором, но восстановил гражданские права в преддверии приближающихся выборов, на которых победил его зять Рафаэль Иглесиас Кастро, кандидат от Гражданской партии, проведший реформу, позволившую переизбрание президента, и ставший единственным кандидатом на выборах 1898 года. В последующие четыре электоральных цикла происходила конституционная смена представлявших разные партии президентов.
27 января 1917 года военный и морской министр бригадир Федерико Тиноко Гранадос при поддержке своего брата Хосе Хоакина Тиноко Гранадоса отстранил президента Альфредо Гонсалеса Флореса, провозгласив себя временным главой республики (исп. Jefe provisorio de la República) и установив единственную в XX веке коста-риканскую диктатуру. Создав персоналистскую Пеликистскую партию, он стал её кандидатом на безальтернативных выборах, проведённых одновременно с выборами в Национальную конституционную ассамблею, призванную реформировать политическую систему (все кроме двух делегатов которой были пеликистами). Обнародованная ею 27 декабря 1917 года конституция была разработана при участии нескольких бывших президентов страны, но оказалась короткоживущей: после свержения Тиноко была восстановлена гуардианская конституция 1871 года. Оппозиция диктатуре в 1919 году переросла в беспорядки в столице и партизанское движение в провинции Гуанакасте во главе с Хулио Акостой Гарсией, был убит брат президента. 12 августа 1919 года Тиноко покинул страну, подписав акт об отставке, которая была принята Конгрессом 20 августа, президентские обязанности перешли к Хуану Батисте Киросу Сегуре как Primer Designado Presidencial, который в целях нормализации отношений с США 2 сентября 1919 года передал их поддерживаемому ими Франсиско Агилару Баркеро как Tercer Designado Presidencial. С победой на состоявшихся 7 декабря 1919 года выборах Хулио Акосты Гарсии электоральный конституционный порядок был восстановлен.

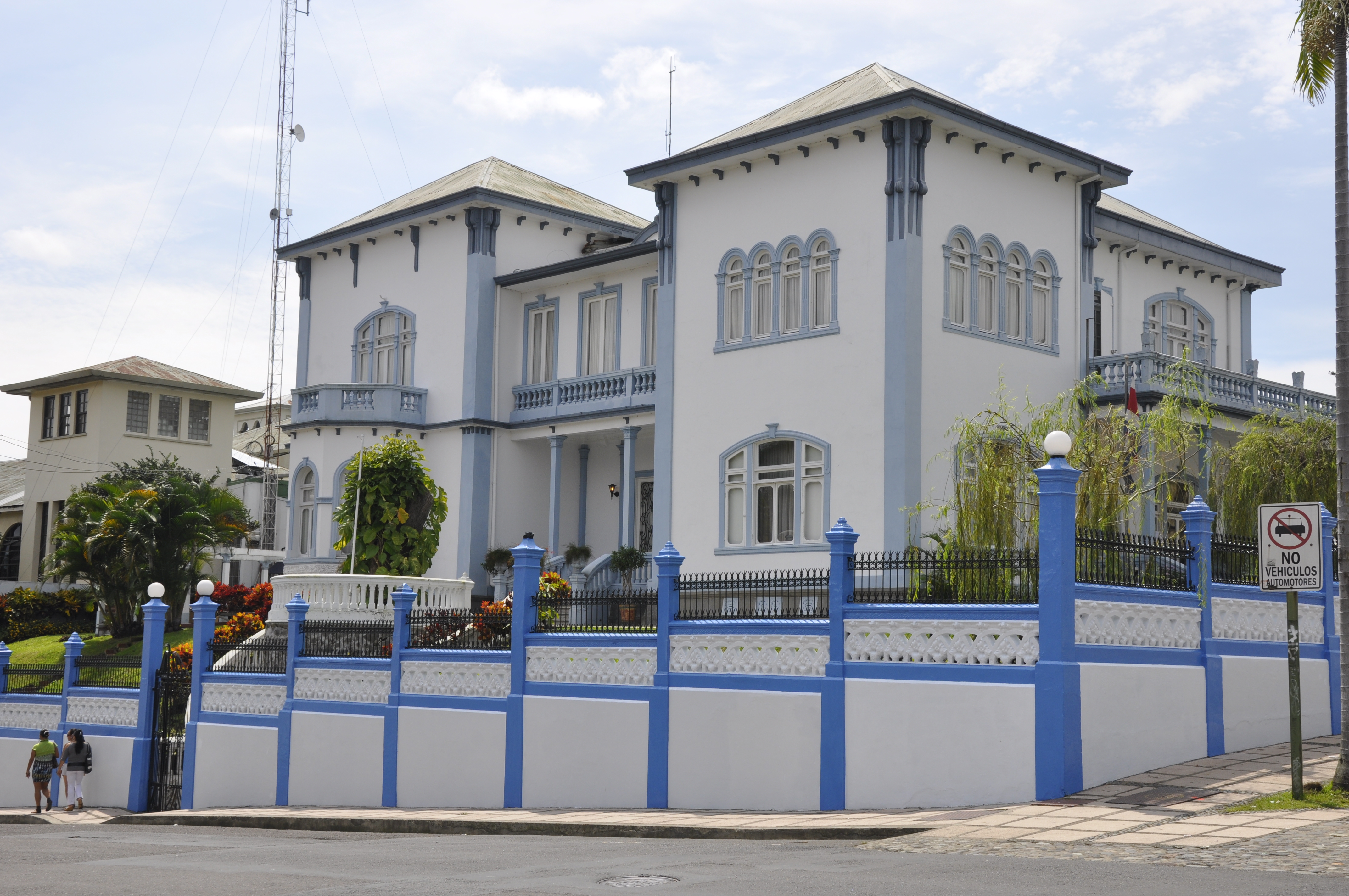
Голубой замок, Сан-Хосе, ставший резиденцией Федерико Тиноко Гранадоса

При баллотировании в 1932 году на третий президентский мандат республиканец Рикардо Хименес Ореамуно объединил своих сторонников в Национальную республиканскую партию, которая стала доминировать на политической арене. В 1944 году она заключила союз с коммунистической партией «Народный авангард», составив избирательный Блок Победы, однако их кандидат Рафаэль Анхель Кальдерон Гуардия проиграл выборы 1948 года, а попытка признать их результаты недействительными привела к продлившейся около полутора месяцев гражданской войне, в которой правительственные силы потерпели поражение.
Курсивом и серым цветом выделены даты начала и окончания полномочий лица, замещающего конституционного президента при формальном сохранении его полномочий.
|           | Портрет         | Имя (годы жизни)                                                                                             | Полномочия      | Полномочия          | Партия                                                                    | Выборы                                                                              | Должность                                                                           | Пр.                     |
| Начало    | Портрет         | Имя (годы жизни)                                                                                             | Окончание       |                     | Партия                                                                    | Выборы                                                                              | Должность                                                                           | Пр.                     |
| --------- | --------------- | --- | --------------- | ------------------- | ------------------------------------------------------------------------- | ----------------------------------------------------------------------------------- | ----------------------------------------------------------------------------------- | ----------------------- |
| и. о.     |                 | Франсиско Сиприано Сатурнино Лисано Гутьеррес (1826—1905) исп. Francisco Cipriano Saturnino Lizano Gutiérrez | 6 июля 1882     | 20 июля 1882        | независимый                                                               | [ комм. 72 ]                                                                        | исполняющий обязанности президента исп. Presidente interino                         | [ 109 ] [ 124 ]         |
| и. о.     |                 | Хуан Примитиво Просперо Фернандес Ореамуно (1834—1885) исп. Juan Primitivo Próspero Fernández Oreamuno       | 20 июля 1882    | 10 августа 1882     | независимый                                                               | [ комм. 74 ]                                                                        | исполняющий обязанности президента исп. Presidente interino                         | [ 125 ] [ 126 ] [ 127 ] |
| 27        | 10 августа 1882 | Хуан Примитиво Просперо Фернандес Ореамуно (1834—1885) исп. Juan Primitivo Próspero Fernández Oreamuno       | 12 марта 1885   | 1882                | независимый                                                               | конституционный президент республики исп. Presidente constitucional de la República |                                                                                     | [ 125 ] [ 126 ] [ 127 ] |
| и. о.     |                 | Рамон Бернардо Сото Альфаро (1854—1931) исп. Ramón Bernardo Soto Alfaro                                      | 12 марта 1885   | 8 мая 1886          | независимый                                                               | [ комм. 75 ]                                                                        | исполняющий обязанности президента исп. Presidente interino                         | [ 128 ] [ 129 ] [ 130 ] |
| 28        | 8 мая 1886      | Рамон Бернардо Сото Альфаро (1854—1931) исп. Ramón Bernardo Soto Alfaro                                      | 8 мая 1890      | 1886                | независимый                                                               | конституционный президент республики исп. Presidente constitucional de la República |                                                                                     | [ 128 ] [ 129 ] [ 130 ] |
| и. о.     |                 | Карлос Дуран Картин (1852—1924) исп. Carlos Durán Cartín                                                     | 7 ноября 1889   | 8 мая 1890          | независимый                                                               | [ комм. 77 ]                                                                        | исполняющий обязанности президента исп. Presidente interino                         | [ 131 ] [ 132 ]         |
| 29        |                 | Хосе Хоакин Родригес Селедон (1837—1917) исп. José Joaquín Rodríguez Zeledón                                 | 8 мая 1890      | 8 мая 1894          | Демократическая конституционная партия                                    | 1889                                                                                | конституционный президент республики исп. Presidente constitucional de la República | [ 133 ] [ 134 ] [ 135 ] |
| 30 (I—II) |                 | Рафаэль Ансельмо Хосе Иглесиас Кастро (1861—1924) исп. Rafael Anselmo José Yglesias Castro                   | 8 мая 1894      | 8 мая 1898          | Гражданская партия                                                        | 1894                                                                                | конституционный президент республики исп. Presidente constitucional de la República | [ 136 ] [ 137 ] [ 138 ] |
| 30 (I—II) | 8 мая 1898      | Рафаэль Ансельмо Хосе Иглесиас Кастро (1861—1924) исп. Rafael Anselmo José Yglesias Castro                   | 8 мая 1902      | 1898                | Гражданская партия                                                        |                                                                                     | конституционный президент республики исп. Presidente constitucional de la República | [ 136 ] [ 137 ] [ 138 ] |
| 31        |                 | Ассенсьон Эскивель Ибарра (1844—1923) исп. Ascensión Esquivel Ibarra                                         | 8 мая 1902      | 8 мая 1906          | Партия национального союза                                                | 1902                                                                                | конституционный президент республики исп. Presidente constitucional de la República | [ 139 ] [ 140 ] [ 141 ] |
| 32 (I)    |                 | Клето де Хесус Гонсалес Викес (1858—1937) исп. Cleto de Jesús González Víquez                                | 8 мая 1906      | 8 мая 1910          | Национальная партия                                                       | 1906                                                                                | конституционный президент республики исп. Presidente constitucional de la República | [ 142 ] [ 143 ] [ 144 ] |
| 33 (I)    |                 | Ромуальдо Рикардо Хименес Ореамуно (1859—1945) исп. Romualdo Ricardo Jiménez Oreamuno                        | 8 мая 1910      | 8 мая 1914          | Республиканская партия                                                    | 1910                                                                                | конституционный президент республики исп. Presidente constitucional de la República | [ 119 ] [ 145 ] [ 146 ] |
| 34        |                 | Альфредо Гонсалес Флорес (1877—1962) исп. Alfredo González Flores                                            | 8 мая 1914      | 27 января 1917      | Республиканская партия                                                    | 1913                                                                                | конституционный президент республики исп. Presidente constitucional de la República | [ 147 ] [ 148 ] [ 149 ] |
| —         |                 | бригадир Федерико Альберто Тиноко Гранадос (1868—1931) исп. Federico Alberto Tinoco Granados                 | 27 января 1917  | 11 апреля 1917      | армия                                                                     | [ комм. 79 ]                                                                        | временный глава республики исп. Jefe provisorio de la República                     | [ 117 ] [ 150 ] [ 151 ] |
| 35        | 11 апреля 1917  | бригадир Федерико Альберто Тиноко Гранадос (1868—1931) исп. Federico Alberto Tinoco Granados                 | 20 августа 1919 | Пеликистская партия | 1917                                                                      | конституционный президент республики исп. Presidente constitucional de la República |                                                                                     | [ 117 ] [ 150 ] [ 151 ] |
| и. о.     |                 | Хуан Баутиста Кирос Сегура (1853—1934) исп. Juan Bautista Quirós Segura                                      | 20 августа 1919 | Пеликистская партия | 2 сентября 1919                                                           | [ комм. 83 ]                                                                        | исполняющий обязанности президента исп. Presidente interino                         | [ 118 ] [ 152 ]         |
| и. о.     |                 | Франсиско Рамон де Хесус Агилар Баркеро (1857—1924) исп. Francisco Ramón de Jesús Aguilar Barquero           | 2 сентября 1919 | 8 мая 1920          | Республиканская партия                                                    | [ комм. 84 ]                                                                        | исполняющий обязанности президента исп. Presidente interino                         | [ 153 ] [ 154 ] [ 155 ] |
| 36        |                 | Хулио Акоста Гарсия (1872—1954) исп. Rafael Julio del Rosario Acosta García                                  | 8 мая 1920      | 8 мая 1924          | Конституционная партия                                                    | 1919                                                                                | конституционный президент республики исп. Presidente constitucional de la República | [ 156 ] [ 157 ] [ 158 ] |
| 33 (II)   |                 | Ромуальдо Рикардо Хименес Ореамуно (1859—1945) исп. Romualdo Ricardo Jiménez Oreamuno                        | 8 мая 1924      | 8 мая 1928          | Республиканская партия                                                    | 1923                                                                                | конституционный президент республики исп. Presidente constitucional de la República | [ 119 ] [ 145 ] [ 146 ] |
| 32 (II)   |                 | Клето де Хесус Гонсалес Викес (1858—1937) исп. Cleto de Jesús González Víquez                                | 8 мая 1928      | 8 мая 1932          | Национальная партия                                                       | 1928                                                                                | конституционный президент республики исп. Presidente constitucional de la República | [ 142 ] [ 143 ] [ 144 ] |
| 33 (III)  |                 | Ромуальдо Рикардо Хименес Ореамуно (1859—1945) исп. Romualdo Ricardo Jiménez Oreamuno                        | 8 мая 1932      | 8 мая 1936          | Национальная республиканская партия                                       | 1932                                                                                | конституционный президент республики исп. Presidente constitucional de la República | [ 119 ] [ 145 ] [ 146 ] |
| 37        |                 | Леон Луис Кортес Кастро (1882—1946) исп. León Luis Cortés Castro                                             | 8 мая 1936      | 8 мая 1940          | Национальная республиканская партия                                       | 1936                                                                                | конституционный президент республики исп. Presidente constitucional de la República | [ 159 ] [ 160 ] [ 161 ] |
| 38        |                 | Рафаэль Анхель Кальдерон Гуардия (1900—1970) исп. Rafael Ángel Calderón Guardia                              | 8 мая 1940      | 8 мая 1944          | Национальная республиканская партия                                       | 1940                                                                                | конституционный президент республики исп. Presidente constitucional de la República | [ 162 ] [ 163 ] [ 164 ] |
| 39        |                 | Теодоро Пикадо Михальски (1900—1960) исп. Teodoro Picado Michalski                                           | 8 мая 1944      | 8 мая 1948          | Национальная республиканская партия в составе избирательного Блока Победы | 1944                                                                                | конституционный президент республики исп. Presidente constitucional de la República | [ 165 ] [ 166 ] [ 167 ] |

## Гражданская война и восстановление демократии (1948—1949)

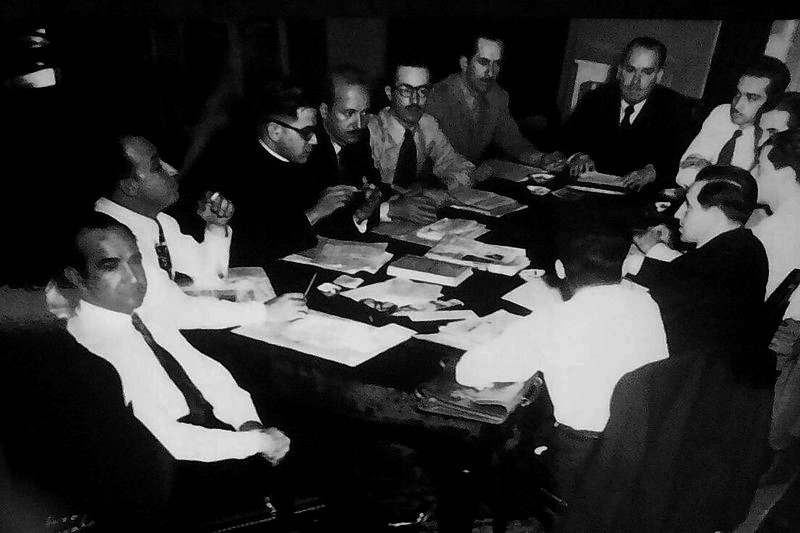
Хунта основателей Второй республики

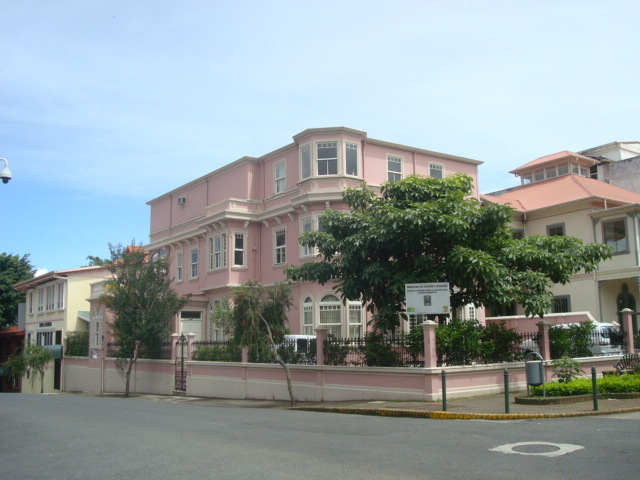
Киноцентр в Сан-Хосе, место работы Хунты основателей

Попытка возглавляемой бывшим президентом Рафаэлем Анхелем Кальдероном Гуардией Национальной республиканской партии и выступающей с нею в избирательном Блоке Победы коммунистической партии Народный авангард признать недействительными результаты принёсших им поражение выборов 1948 года привела к продлившейся около полутора месяцев гражданской войне, в которой правительственные силы потерпели поражение. Действующий к началу конфликта президент Теодоро Пикадо Михальски 20 апреля 1948 года уступил полномочия Сантосу Леону Эррере как Tercer Designado Presidencial, формально сохраняя пост до завершения конституционного срока. Эррера включил в состав правительства государственных секретарей, действующих в координации с лидером восставших Хосе Фигересом Феррером (одним из создателей регионального Карибского легиона), и 8 мая 1948 года по завершении каденции Пикадо Михальски обеспечил переход власти к созданной Фигересом Хунте основателей Второй республики (исп. Junta fundadora de la Segunda República), что соответствовало условиям пакта Улате-Фигереса, заключённого между Отилио Улате Бланко (предположительным победителем состоявшихся выборов) и Фигересом о создании на 18 месяцев временного революционного правительства с правом проведения реформ, и последующей передачей власти Улате как избранному президенту.
Поставив целью обновить политическую и социальную систему страны, сторонники Фигереса ввели запрет на деятельность кальдеронистской Национальной республиканской партии и союзной ей коммунистической партии Народный авангард, как и крупнейшего национального профсоюза Конфедерации трудящихся Коста-Рики (исп. Confederación de Trabajadores de Costa Rica), приняли декрет о праве увольнения служащих (как правило, связанных с предшествующей администрацией), заменив единомышленниками все звенья государственного и муниципального управления, включая массовые увольнения учителей и полицейских. Поскольку причиной гражданской войны стало законодательное противоречие, когда Национальный избирательный суд (исп. Tribunal Nacional Electoral) признал победу Улате, а поддерживающий его противника Конгресс отказался ратифицировать это решение, то важнейшим решением стало преобразование трибунала в Верховный избирательный суд с верховными полномочиями в избирательных процессах.
8 декабря 1948 года состоялись выборы в Национальную конституционную ассамблею, открытую 15 января 1949 года и завершившую работу 7 ноября 1949 года принятием новой конституции, действующей с рядом изменений поныне. Конституция запретила создание вооружённых сил как постоянного государственного института, были установлены два поста вице-президентов, избираемых одновременно с президентом на четырёхлетний срок, право его переизбрания в последующих редакциях ограничивалось либо полностью исключалось, в настоящее время оно допустимо спустя 8 лет после завершения полномочий.
Курсивом и серым цветом выделены даты начала и окончания полномочий лица, замещающего конституционного президента при формальном сохранении его полномочий.
|        | Портрет | Имя (годы жизни)                                                                       | Полномочия     | Полномочия    | Партия                                                                    | Выборы       | Должность                                                                                                   | Пр.                             |
| Начало | Портрет | Имя (годы жизни)                                                                       | Окончание      |               | Партия                                                                    | Выборы       | Должность                                                                                                   | Пр.                             |
| ------ | ------- | -------------------------------------------------------------------------------------- | -------------- | ------------- | ------------------------------------------------------------------------- | ------------ | --- | ------------------------------- |
| и. о.  |         | Сантос Леон Эррера (1874—1950) исп. Santos León Herrera                                | 20 апреля 1948 | 8 мая 1948    | Национальная республиканская партия в составе избирательного Блока Победы | [ комм. 88 ] | исполняющий обязанности президента исп. Presidente interino                                                 | [ 175 ] [ 176 ]                 |
| —      |         | Хосе Мария Иполито Фигерес Феррер (1906—1990) исп. José María Hipólito Figueres Ferrer | 8 мая 1948     | 8 ноября 1949 | Социал-демократическая партия                                             | [ комм. 89 ] | президент Хунты основателей Второй республики исп. Presidente de la Junta fundadora de la Segunda República | [ 177 ] [ 178 ] [ 179 ] [ 180 ] |

## Вторая республика (с 1949)
В итоге гражданской войны 1948 года созванная в 1949 году Национальная конституционная ассамблея приняла 8 ноября 1949 года действующую поныне конституцию, ставшую основой политической системы, получившей в Коста-Рике название Второй республики. В соответствии с пакта Улате-Фигереса возглавляемая Хосе Фигересом Феррером Хунте основателей Второй республики на следующий день передала власть победителю выборов 1948 года Отилио Улате Бланко. На выборах 1953 года целью кандидатов был удлинённый президентский мандат (с 8 ноября 1953 года по 8 мая 1958 года), их выиграл объединивший сторонников в Партию национального освобождения Фигейро, после чего был полностью восстановлен электоральный конституционный порядок.
В конституции 1949 года пост главы государства именуется президент республики (исп. Presidente de la República), однако до 8 мая 1962 года в официальных документах использовалось наименование конституционный президент республики (исп. Presidente constitucional de la República).
|         | Портрет | Имя (годы жизни) | Полномочия    | Полномочия    | Партия                                                         | Выборы | Должность                                                                           | Пр.                             |
| Начало  | Портрет | Имя (годы жизни) | Окончание     |               | Партия                                                         | Выборы | Должность                                                                           | Пр.                             |
| ------- | ------- | --- | ------------- | ------------- | -------------------------------------------------------------- | ------ | ----------------------------------------------------------------------------------- | ------------------------------- |
| 40      |         | Луис Эмилио Рафаэль де ла Тринидад Отилио Гонсалес Улате-и-Бланко (1891—1973) исп. Luis Emilio Rafael de la Trinidad Otilio González Ulate y Blanco | 8 ноября 1949 | 8 ноября 1953 | Партия национального союза                                     | 1948   | конституционный президент республики исп. Presidente constitucional de la República | [ 182 ] [ 183 ] [ 184 ] [ 185 ] |
| 41 (I)  |         | Хосе Мария Иполито Фигерес Феррер (1906—1990) исп. José María Hipólito Figueres Ferrer                                                              | 8 ноября 1953 | 8 мая 1958    | Партия национального освобождения                              | 1953   | конституционный президент республики исп. Presidente constitucional de la República | [ 177 ] [ 178 ] [ 179 ] [ 180 ] |
| 42      |         | Марио Хосе Эчанди Хименес (1916—2011) исп. Mario José Echandi Jiménez                                                                               | 8 мая 1958    | 8 мая 1962    | Партия национального союза                                     | 1958   | конституционный президент республики исп. Presidente constitucional de la República | [ 186 ] [ 187 ] [ 188 ] [ 189 ] |
| 43      |         | Франсиско Хосе Орлич Больмарсич (1907—1969) исп. Francisco Jose Orlich Bolmarcich                                                                   | 8 мая 1962    | 8 мая 1966    | Партия национального освобождения                              | 1962   | президент республики исп. Presidente de la República                                | [ 190 ] [ 191 ] [ 192 ] [ 193 ] |
| 44      |         | Хосе Хоакин Антонио Трехос Фернандес (1916—2010) исп. José Joaquín Antonio Trejos Fernández                                                         | 8 мая 1966    | 8 мая 1970    | Партия национального союза                                     | 1966   | президент республики исп. Presidente de la República                                | [ 194 ] [ 195 ] [ 196 ] [ 197 ] |
| 41 (II) |         | Хосе Мария Иполито Фигерес Феррер (1906—1990) исп. José María Hipólito Figueres Ferrer                                                              | 8 мая 1970    | 8 мая 1974    | Партия национального освобождения                              | 1970   | президент республики исп. Presidente de la República                                | [ 177 ] [ 178 ] [ 179 ] [ 180 ] |
| 45      |         | Порфирио Рикардо Хосе Луис Даниэль Одубер Кирос (1921—1991) исп. Porfirio Ricardo José Luis Daniel Oduber Quirós                                    | 8 мая 1974    | 8 мая 1978    | Партия национального освобождения                              | 1974   | президент республики исп. Presidente de la República                                | [ 198 ] [ 199 ] [ 200 ] [ 201 ] |
| 46      |         | Родриго Хосе Рамон Франсиско де Хесус Карасо Одио (1926—2009) исп. Rodrigo José Ramón Francisco de Jesús Carazo Odio                                | 8 мая 1978    | 8 мая 1982    | Партия демократического обновления в составе Коалиции единства | 1978   | президент республики исп. Presidente de la República                                | [ 202 ] [ 203 ] [ 204 ] [ 205 ] |
| 47      |         | Луис Альберто Монхе Альварес (1925—2016) исп. Luis Alberto Monge Álvarez                                                                            | 8 мая 1982    | 8 мая 1986    | Партия национального освобождения                              | 1982   | президент республики исп. Presidente de la República                                | [ 206 ] [ 207 ] [ 208 ] [ 209 ] |
| 48 (I)  |         | Оскар Рафаэль де Хесус Ариас Санчес (1940—) исп. Óscar Rafael de Jesús Arias Sánchez                                                                | 8 мая 1986    | 8 мая 1990    | Партия национального освобождения                              | 1986   | президент республики исп. Presidente de la República                                | [ 210 ] [ 211 ] [ 212 ] [ 213 ] |
| 49      |         | Рафаэль Анхель Кальдерон Фурнье (1949—) исп. Rafael Ángel Calderón Fournier                                                                         | 8 мая 1990    | 8 мая 1994    | Партия социал-христианского единства                           | 1990   | президент республики исп. Presidente de la República                                | [ 214 ] [ 215 ] [ 216 ] [ 217 ] |
| 50      |         | Хосе Мария Фигерес Ольсен (1954—) исп. José María Figueres Olsen                                                                                    | 8 мая 1994    | 8 мая 1998    | Партия национального освобождения                              | 1994   | президент республики исп. Presidente de la República                                | [ 218 ] [ 219 ] [ 220 ] [ 221 ] |
| 51      |         | Мигель Анхель Родригес Эчеверрия (1940—) исп. Miguel Ángel Rodríguez Echeverría                                                                     | 8 мая 1998    | 8 мая 2002    | Партия социал-христианского единства                           | 1998   | президент республики исп. Presidente de la República                                | [ 222 ] [ 223 ] [ 224 ] [ 225 ] |
| 52      |         | Абель де Хесус Пачеко де ла Эсприэлья (1933—) исп. Abel de Jesús Pacheco de la Espriella                                                            | 8 мая 2002    | 8 мая 2006    | Партия социал-христианского единства                           | 2002   | президент республики исп. Presidente de la República                                | [ 226 ] [ 227 ] [ 228 ] [ 229 ] |
| 48 (II) |         | Оскар Рафаэль де Хесус Ариас Санчес (1940—) исп. Óscar Rafael de Jesús Arias Sánchez                                                                | 8 мая 2006    | 8 мая 2010    | Партия национального освобождения                              | 2006   | президент республики исп. Presidente de la República                                | [ 210 ] [ 211 ] [ 212 ] [ 213 ] |
| 53      |         | Лаура Чинчилья Миранда (1959—) исп. Laura Chinchilla Miranda                                                                                        | 8 мая 2010    | 8 мая 2014    | Партия национального освобождения                              | 2010   | президент республики исп. Presidente de la República                                | [ 230 ] [ 231 ] [ 232 ] [ 233 ] |
| 54      |         | Луис Гильермо Солис Ривера (1958—) исп. Luis Guillermo Solís Rivera                                                                                 | 8 мая 2014    | 8 мая 2018    | Партия гражданского действия                                   | 2014   | президент республики исп. Presidente de la República                                | [ 234 ] [ 235 ] [ 236 ] [ 237 ] |
| 55      |         | Карлос Андрес Альварадо Кесада (1980—) исп. Carlos Andrés Alvarado Quesada                                                                          | 8 мая 2018    | 8 мая 2022    | Партия гражданского действия                                   | 2018   | президент республики исп. Presidente de la República                                | [ 238 ] [ 239 ] [ 240 ] [ 241 ] |
| 56      |         | Родриго Альберто де Хесус Чавес Роблес (1961—) исп. Rodrigo Alberto de Jesús Chaves Robles                                                          | 8 мая 2022    | действующий   | Социал-демократическая прогрессивная партия                    | 2022   | президент республики исп. Presidente de la República                                | [ 242 ] [ 243 ]                 |